# En los tacones de Eva
En los tacones de Eva  es una telenovela colombiana producida y transmitida por RCN Televisión entre los años 2006 y 2008.
Protagonizada por Jorge Enrique Abello y Mónica Lopera, y con las participaciones antagónicas de Patrick Delmas y Alejandra Azcarate. Cuenta además con las actuaciones estelares de los primeros actores Frank Ramírez, Vicky Hernández, Jairo Camargo y Gustavo Angarita.

## Sinopsis
Juan Camilo Caballero (Jorge Enrique Abello), más conocido como “Juan Sin Miedo”, un consumado machista, reconocido conquistador e inescrupuloso hombre de negocios, se entera de que Isabella Nieto (Mónica Lopera) es un obstáculo para alcanzar un puesto en la junta directiva de "Imperial Carribean Travels", una de las empresas de turismo más importantes del país, pues ella con su pequeña agencia de viajes de barrio, es su competencia directa en un concurso para la adjudicación de un hotel en el Caribe colombiano.
Decide burlarse de Isabella, acercársele, ser su amigo, seducirla y enamorarla hasta llegar a ser su amante, para robarle la información empresarial que le permita cumplir sus sueños de poder. Pero al conocer a Isabella y hacerla víctima de un gran engaño, descubre que todos sus prejuicios sobre la mujer no son tan ciertos. Descubre en ella a una mujer excepcional, una persona valiosa, afectiva e inteligente.
Para Cristóbal Santamaría (Patrick Delmas), uno de los directivos de la empresa, la información que le robó Juan Camilo a Isabella es la llave que le abre el camino para abandonar a su esposa, convertirse en accionista mayoritario de "Imperial" y ser feliz con su seductora amante Laura (Alejandra Azcárate). Se apropia de la idea, hace figurar a Juan Camilo como el ladrón, no solo de la estrategia comercial sino de una millonaria suma, y como si fuera poco, movido por los celos obsesivos planea eliminarlo, pues Juan Camilo tuvo relaciones con Laura, la mujer a la que verdaderamente ama.
Juan Camilo, decide sincerarse con Isabella, contarle sus intenciones reales y de las cuales desistió por amor, pero Cristóbal se adelanta y se las arregla para que ella conozca su versión, por lo que Isabella, profundamente decepcionada y dolida, desprecia al hombre del que se había enamorado, no solo la engañó a ella, sino a su hijo, no soporta que por su culpa se hayan frustrado sus sueños. Su gran amor se convierte en profundo odio.
Juan Camilo al darse cuenta de que acabó con la vida profesional y familiar de Isabella, decide reparar el daño hecho y busca, como sea, recuperar el amor de ella y jura descubrir quién le tendió la trampa.
Mientras tanto, Cristóbal decide que no hay mejor persona para manejar el proyecto que robó y adaptó, que su misma creadora: Isabella. La contrata y ella, que acepta el puesto por necesidad, solicita una asistente. A la hora de contratarla es clara con sus Jefes: es indispensable que sea mujer, pues no quiere trabajar al lado de un hombre, es mucho el dolor que ellos le han causado.
Juan Camilo, quien se entera de esta solicitud, entiende que es el único camino para ingresar en la Empresa, aclarar su situación, proteger a Isabella y de ser posible reconquistar para sí, su corazón. El famoso conquistador, el gran HOMBRE de negocios, él que siempre menospreció y rechazó a las mujeres no tiene otro camino que fingir ser una señora para cumplir su juramento.
“Juan Sin Miedo”, el experto en quitar hábilmente blusas, faldas y medias veladas, ahora tiene que aprender a ponérselas. Lleno de valor, dejará el temor de lado y contradictoriamente hará un acto heroico digno de todo un varón, Juan Camilo transgredirá el género por amor.
Así, decide darle vida a “Eva María León Jaramillo Viuda de Zuluaga”, una solterona de 55 años de formas indescifrables, una mujer sin nada llamativo, un ser anónimo de apariencia común. Juan Camilo, ingresa al universo femenino creyendo que lo domina, sin imaginarse lo que ocurre en terrenos desconocidos como un baño de mujeres, un sauna o un ropero de los almacenes de cadena.

## Elenco

### Principal
- Jorge Enrique Abello - Juan Camilo Caballero Jaramillo/ Eva María León Jaramillo Vda. de Zuluaga /Juan Camilo León/ Juan Sayago /Esneider, el cotero
- Mónica Lopera - Isabella Nieto Domínguez
- Alejandra Azcárate - Laura Guerra
- Patrick Delmas - Cristóbal Santamaría Armilla [2]
- Frank Ramírez - Jesús Mejía Franco
- Vicky Hernández - Lucrecia Domínguez de Nieto
- Jairo Camargo - Ricardo Nieto Hidalgo
- Jorge Herrera - Domingo De La Rosa / Isidro Izaguirre
- Manuela González - Lucía Carvajal Ortiz
- Adriana Ricardo -  Marcela Araujo
- Julio Echeverry - Fernando Cifuentes
- John Ceballos - Gregorio
- Jacques Toukhmanian - Vitelmo Alexander Gaviria "Alexis"
- Antonio Sanint - Santiago Tobón
- Ana María Kamper - Maruja Jaramillo de Caballero
- Marcela Posada - Kitty Ramírez
- Sara Corrales - Angélica
- Gustavo Angarita - Modesto Caballero
- María Fernanda Haskpiel - Antonia Mejía Franco
- Carlos Barbosa - Olimpo
- Micke Moreno - Ricardito Nieto

### Secundario (por orden alfabético)
- Alejandro Buenaventura - Álvaro Méndez
- Andrea Gómez - Ana
- Bernardo Duque  -  Mauricio
- Belky Arizala - Jackie
- Claudia de Hoyos -  Dilia Piraquive
- Cristian Ruiz - Johnatan
- Erika Glasser - Paola Méndez
- Estefanía Godoy - Shirley María Chipatecua
- Fabián Mendoza - Andrés
- Felipe Calero- Tom Stevenson
- Fernanda Calderón - Oliva
- Geoffrey Deakin- Jeffrey Stevenson
- Herbert King - Tobías
- Isabella Santodomingo - Victoria Morales
- Joaovany Álvarez - Oliver
- Juan Luis Abisambra - Juan Camilo Caballero Jaramillo (Joven)
- Julián Arango - Mario de La Espriella Lombardi
- Julio César Herrera - Nelson "El Mono" Betancourt
- Julio Correal - Luis Andrés Trujillo
- Luis Fernando Salas - Nardo
- María Fernanda Martínez- Rosalba
- María Fernanda Yepes - Valentina Salamanca
- Nataly Umaña - Cynthia
- Mauricio Figueroa - Plinio Prada Serrano
- Noelle Schonwald - Patricia "La Oblea"
- Sofía Jaramillo - Cameron Cifuentes Araujo
- Winny A - Amelia
- Yaneth Waldman - Beatriz

### Invitados Especiales
- Camilo Echeverry - Él mismo
- Jota Mario Valencia - Él mismo
- Marbelle- Ella misma

## Ficha técnica
- Productor Ejecutivo: Yuldor Gutiérrez
- Directores: Juan Camilo Pinzón y Ricardo González
- Libretistas: Elkin Ospina, Fernan Rivera y Juan Carlos Troncoso
- 1.er. Asistente de Dirección: César Ibagón
- 2.º. Asistente de dirección: Vladimir Rojas
- Jefe de Producción: Consuelo Santamaría
- 1.er. Asistente de Producción: Felipe Calderón García
- 2.º. Asistente de Producción:  Johana Medina
- 3.er. Asistente de Producción: Andrea Lara
- Director de Arte:  Jack Triana
- Jefe de Ambientación: Javier Cárdenas
- Diseñadora de Vestuario: Rosita Cabal
- Diseñadora de Maquillaje: Rocío López
- Diseñador de Ambientación: Javier Cárdenas
- Script: Lucía Sánchez

## Premios y nominaciones

### Premios India Catalina
| Año  | Categoría                              | Nominado                                           | Resultado |
| ---- | -------------------------------------- | -------------------------------------------------- | --------- |
| 2007 | Mejor telenovela                       | Mejor telenovela                                   | Nominada  |
| 2007 | Mejor Actor Protagónico de Telenovela  | Jorge Enrique Abello                               | Ganador   |
| 2007 | Mejor Actriz Protagónica de Telenovela | Mónica Lopera                                      | Nominada  |
| 2007 | Mejor Actor de Reparto de Telenovela   | Jairo Camargo                                      | Nominado  |
| 2007 | Mejor Actor de Reparto de Telenovela   | Patrick Delmas                                     | Nominado  |
| 2007 | Mejor Actriz de Reparto de Telenovela  | Vicky Hernández                                    | Nominada  |
| 2007 | Mejor Libreto de Telenovela            | Elkin Ospina, Fernán Rivera y Juan Carlos Troncoso | Nominados |
| 2007 | Mejor Dirección de Telenovela          | Juan Camilo Pinzón                                 | Nominado  |

### Premios TVyNovelas
| Año  | Categoría                              | Nominado             | Resultado |
| ---- | -------------------------------------- | -------------------- | --------- |
| 2008 | Mejor telenovela                       | Mejor telenovela     | Nominada  |
| 2008 | Mejor Actriz Protagónica Favorita      | Mónica Lopera        | Nominada  |
| 2008 | Mejor Actor Protagónico Favorito       | Jorge Enrique Abello | Nominado  |
| 2008 | Mejor Actriz Antagónica Favorita       | Alejandra Azcárate   | Nominada  |
| 2008 | Mejor Actor Antagónico Favorito        | Patrick Delmas       | Nominado  |
| 2008 | Personaje Femenino Que Se Robó El Show | Estefanía Godoy      | Nominada  |

## Adaptaciones
| Año  | País    | Cadena        | Nombre                                      |
| ---- | ------- | ------------- | ------------------------------------------- |
| 2012 | México  | Las Estrellas | Por ella soy Eva                            |
| 2012 | Ecuador |               | Yo, Ella y Elsa                             |
| 2013 | Rusia   | CTC           | "Думай как женщина" (Dumay Kak Zhenshchina) |